# Campeonato Maranhense de Futebol de 1925
O Campeonato Maranhense de Futebol de 1925 foi a 8º edição da divisão principal do campeonato estadual do Maranhão. O campeão foi o Luso Brasileiro que conquistou seu 6º título na história da competição.

## Premiação
| Campeonato Maranhense de 1925       |
| São Luís                            |
| ----------------------------------- |
| Luso Brasileiro Campeão (6º título) |